# (500068) 2011 UY381
(500068) 2011 UY381 es un asteroide perteneciente al cinturón de asteroides, descubierto el 25 de septiembre de 2011 por el equipo del Pan-STARRS desde el Observatorio de Haleakala, Hawái, Estados Unidos.

## Designación y nombre
Designado provisionalmente como 2011 UY381.

## Características orbitales
2011 UY381 está situado a una distancia media del Sol de 3,168 ua, pudiendo alejarse hasta 3,655 ua y acercarse hasta 2,681 ua. Su excentricidad es 0,153 y la inclinación orbital 11,52 grados. Emplea 2059,73 días en completar una órbita alrededor del Sol.
Los próximos acercamientos a la órbita de Júpiter se producirán el 4 de abril de 2066, el 16 de febrero de 2077 y el 20 de junio de 2185, entre otros.

## Características físicas
La magnitud absoluta de 2011 UY381 es 15,9.